# ドタバタ調理アクション IT系ラーメン 道楽州
『ドタバタ調理アクション IT系ラーメン 道楽州』（ドタバタちょうりアクション アイティーけいラーメン どらす）とは、株式会社ドラスにより開発および発売された調理アクションゲームである。Nintendo Swtich版は『ドタバタ調理アクション IT系ラーメン どらす』表記。

## 概要
スマートフォン版では同時に3人、Switch版では7人の客が出る。